# Tiro en los Juegos Paralímpicos
El tiro adaptado fue incluido en los Juegos Paralímpicos de Verano desde la quinta edición que se celebró en Toronto (Canadá) en 1976.

## Ediciones
| N.º  | Año  | Sede                        | País                       |
| ---- | ---- | --------------------------- | -------------------------- |
| I    | 1976 | Toronto                     | Canadá                     |
| II   | 1980 | Arnhem                      | Países Bajos               |
| III  | 1984 | Nueva York Stoke Mandeville | Estados Unidos Reino Unido |
| IV   | 1988 | Seúl                        | Corea del Sur              |
| V    | 1992 | Barcelona                   | España                     |
| VI   | 1996 | Atlanta                     | Estados Unidos             |
| VII  | 2000 | Sídney                      | Australia                  |
| VIII | 2004 | Atenas                      | Grecia                     |
| IX   | 2008 | Pekín                       | China                      |
| X    | 2012 | Londres                     | Reino Unido                |
| XI   | 2016 | Río de Janeiro              | Brasil                     |
| XII  | 2020 | Tokio                       | Japón                      |
| XIII | 2024 | París                       | Francia                    |

## Medallero histórico
- Actualizado hasta París 2024.[2]

| Núm. | País                               | Oro | Plata | Bronce | Total |
| ---- | ---------------------------------- | --- | ----- | ------ | ----- |
| 1    | Corea del Sur (KOR)                | 26  | 20    | 17     | 63    |
| 2    | Suecia (SWE)                       | 24  | 12    | 16     | 52    |
| 3    | República Popular China (CHN)      | 19  | 12    | 9      | 40    |
| 4    | Australia (AUS)                    | 15  | 7     | 3      | 25    |
| 5    | Alemania (GER)                     | 10  | 15    | 11     | 36    |
| 6    | Reino Unido (GBR)                  | 8   | 9     | 12     | 29    |
| 7    | Francia (FRA)                      | 7   | 12    | 15     | 34    |
| 8    | Austria (AUT)                      | 6   | 6     | 4      | 16    |
| 9    | Alemania Occidental (FRG)          | 6   | 5     | 8      | 19    |
| 10   | Irán (IRI)                         | 6   | 0     | 2      | 8     |
| 11   | Dinamarca (DEN)                    | 5   | 12    | 5      | 22    |
| 12   | Rusia (RUS)                        | 5   | 4     | 7      | 16    |
| 13   | Países Bajos (NED)                 | 5   | 3     | 8      | 16    |
| 14   | Eslovaquia (SVK)                   | 5   | 3     | 1      | 9     |
| 15   | Italia (ITA)                       | 5   | 2     | 7      | 14    |
| 16   | Serbia (SRB)                       | 4   | 2     | 1      | 7     |
| 17   | Canadá (CAN)                       | 3   | 6     | 4      | 13    |
| 18   | Bélgica (BEL)                      | 3   | 5     | 2      | 10    |
| 19   | India (IND)                        | 3   | 2     | 4      | 9     |
| 20   | Eslovenia (SLO)                    | 2   | 6     | 2      | 10    |
| 21   | Ucrania (UKR)                      | 2   | 3     | 5      | 10    |
| 22   | Emiratos Árabes Unidos (UAE)       | 2   | 3     | 0      | 5     |
| 23   | Yugoslavia (YUG)                   | 2   | 2     | 0      | 4     |
| 24   | Finlandia (FIN)                    | 2   | 1     | 6      | 9     |
| 25   | Participantes Independientes (IPP) | 2   | 1     | 0      | 3     |
| 26   | Turquía (TUR)                      | 1   | 3     | 2      | 6     |
| 27   | España (ESP)                       | 1   | 2     | 3      | 6     |
| 27   | Estados Unidos (USA)               | 1   | 2     | 3      | 6     |
| 29   | Suiza (SUI)                        | 1   | 2     | 2      | 5     |
| 30   | Macedonia del Norte (MKD)          | 1   | 1     | 0      | 2     |
| 31   | Nueva Zelanda (NZL)                | 1   | 0     | 4      | 5     |
| 32   | Israel (ISR)                       | 0   | 9     | 6      | 15    |
| 33   | Azerbaiyán (AZE)                   | 0   | 1     | 1      | 2     |
| 33   | Polonia (POL)                      | 0   | 1     | 1      | 2     |
| 33   | Uzbekistán (UZB)                   | 0   | 1     | 1      | 2     |
| 36   | Brasil (BRA)                       | 0   | 1     | 0      | 1     |
| 36   | China Taipéi (TPE)                 | 0   | 1     | 0      | 1     |
| 36   | Georgia (GEO)                      | 0   | 1     | 0      | 1     |
| 36   | Kazajistán (KAZ)                   | 0   | 1     | 0      | 1     |
| 40   | Hong Kong (HKG)                    | 0   | 0     | 1      | 1     |
| 40   | Hungría (HUN)                      | 0   | 0     | 1      | 1     |
| 40   | Japón (JPN)                        | 0   | 0     | 1      | 1     |
| 40   | Puerto Rico (PUR)                  | 0   | 0     | 1      | 1     |
| 40   | RPC (RPC)                          | 0   | 0     | 1      | 1     |
| 40   | Sudáfrica (RSA)                    | 0   | 0     | 1      | 1     |
|      | TOTAL                              | 193 | 179   | 178    | 540   |